# Topper (sito archeologico)
Topper è un sito archeologico posto lungo il fiume Savannah, in Carolina del Sud, negli Stati Uniti d'America. È famoso per essere il sito dove sono stati trovati dei presunti manufatti, di origine controversa, che in base alla datazione, starebbero a indicare una presenza umana nel continente americano fin da 50.000 anni fa: ben 37.000 anni prima rispetto alla teoria classica del popolamento delle Americhe (Cultura Clovis).
Dal 1930, la teoria prevalente relativa al popolamento del Nuovo Mondo era che i primi suoi abitanti umani erano il popolo Clovis, che si pensa apparve circa 13.500 anni fa (11500 a.C.). Manufatti del popolo Clovis si trovano nella maggior parte degli Stati Uniti e a sud fino a Panama. La teoria è stata successivamente messa in dubbio con l'emergere di siti pre-Clovis come Monte Verde in Cile e altri possibili come Cactus Hill. I modelli di culture pre-Clovis sono tuttavia ritenuti da taluni non coerenti e le teorie controverse.
Nel 2004, Albert Goodyear dell'Istituto di Archeologia e Antropologia della Università della Carolina del Sud ha annunciato che il carbone ritrovato nel sito Topper è stato datato con il metodo del carbonio-14 a circa 50000 anni fa, ovvero circa 37.000 anni prima dei siti Clovis.
Goodyear, che iniziò lo scavo del sito di Topper nel 1980, ritiene che i manufatti sono strumenti di pietra fabbricati dall'uomo, anche se altri archeologi contestano tale affermazione, ritenendo che i manufatti possono essere naturali e non artificiali. Altri archeologi hanno ancora messo in discussione la procedura di datazione al radiocarbonio dei manufatti Topper.
Goodyear scoprì i manufatti con uno scavo di 4 m più profondo del livello dove si trovavano i manufatti Clovis. Prima della scoperta, egli aveva scoperto altri presunti manufatti, che sosteneva fossero strumenti risalenti circa 16000 anni fa (circa 3.000 anni prima di Clovis).